# Ranko Tihomirović
Ranko Tihomirović (Čakovec, 3. lipnja 1951. – Zagreb 12. prosinca 2021.) bio je hrvatski filmski, televizijski i kazališni glumac. Poznat je po sinkronizaciji brojnih animiranih filmova i serija. 

## Filmografija

### Televizijske uloge
- "Zabranjena ljubav" kao Albert Peternac/dr. Lujo Alighieri (2005. – 2006.)
- "Obični ljudi" kao inspektor Gustav Sova (2006. – 2007.)
- "Urota" kao odvjetnik Vuković (2007. – 2008.)
- "Zauvijek susjedi" kao Stari (2008.)
- "Mamutica" kao Miro Ćirić (2010.)
- "Najbolje godine" kao Mato (2010.)
- "Larin izbor" kao matičar (2011.)
- "Zora dubrovačka" kao svećenik (2013. – 2014.)
- "Počivali u miru" kao svećenik (2018.)

### Filmske uloge
- "Servantes iz Malog Mista" (1982.)
- "Život sa stricem" (1988.)
- "Mrtva točka" (1995.)
- "Četverored" kao prvi Isljednik (1999.)
- "Duga mračna noć" (2004.)
- "Nije kraj" kao Perić (2008.)

### Sinkronizacija
- "Scooby Doo, Where are you? (Alfa Film sink.)" kao gdin. Carswell / Grozni
- "Looney Tunes" kao Šunkić, Tasmanijsko čudovište, gangster Magzi i ostali likovi (beba gorila, pas Scotty, TV reporter, bejzbol sudac, Junior medvjed ("Medvjed u kazni"), radio spiker, Henry VIII., mali konobar, policajac u govornici, hotelski recepcioner)
- "Tom i Jerry" kao narator, Tom, vlasnik George
- "Vragolasti Dennis" kao Dennisov otac
- "Garfield i prijatelji" kao narator, Orson, Mort
- "Poštar Pat" kao Tomo, policajac Smolić
- "Tom i Jerry priče" kao Tom
- "Kronike Matta Hattera" kao Alfred Hatter, dr. Fosil
- "Tom i Jerry kao klinci" kao McVuk (u nekim epizodama) i razni likovi (1992.)
- "Palčica" (Warner Bros. i Don Bluth Studios) (1994.)
- "Scooby Doo i braća Boo" kao Shaggy Rogers (1995.)
- "Jura iz džungle 2" kao Brut, Zag, krt, sat, štakor i Robin (1996.)
- "Scooby Doo i Scrappy Doo" kao Shaggy Rogers (1996.)
- "Scooby Doo i prijatelji" kao Shaggy Rogers, detektiv Njuško i majmun So-So
- "The Scooby Doo Show" kao Shaggy Rogers (1997.)
- "Asterix Gal" kao Kaligula Minus, rimski vojnik, Julius Pompilijus, galski promatrač, gal, Tulius Omnibus, trgovac i mučitelj (1997.)
- "Asterix i 12 zadataka" kao Analfabetix, rimski vojnik, rimski senator #3, Azbestus, vođa indijanaca, Irida, kosturski prodavač karata, tenisna lubanja, birokrat #1, rimski majstor, Hermes, Mars, vojnik i zatvorski čuvar (1997.)
- "Batman i Superman Film" kao Alfred Pennyworth, reporter, davilac, domar #2 i telefonska govornica (1997.)
- "Željezni div" kao glumac u horor filmu, službenik, vojnik, Nautiluski pilot i Nautiluski kapetan (1999.)
- "Čarobni mač" kao Grifon i razbojnik (1999.)
- "Josip: Kralj snova" kao Juda (2000.)
- "Barbie u Krcko oraščiću" kao Klarin djed (2001.)
- "Teletubbiesi" kao Megafon #1, #5, i sporedne uloge (2001. – 2003.)
- "Scooby Doo i kibernetički lov" kao profesor Kaufman, Grozni, gladijatorski lav, koščati gladijator, Željezna maska i Blatni monstrum (2002.)
- "Rudolph: Jelen crvenog nosića" kao Rudolph otac Munja, vilenjak Grga i Plesač (2002.)
- "Barbie Matovilka" kao Otto, debeli stražar i srebrnar (2002.)
- "Kralj lavova" kao Zazu (2003.)
- "Sinbad: Legenda o sedam mora" kao štakor (2003.)
- "Pčelica Maja" kao stražar pčela, dijete pčela, kozjak, ličinka vretenca, mrav i pauk (prva sinkronizacija) (2003.)
- "Riba ribi grize rep" kao ludi Joe i sporedne uloge (2004.)
- "Garfield" kao Happy Chapman i Walter J. Chapman (2004.)
- "Okretala se i čarolija zrcala" (2004.)
- "Barbie: Princeza i seoska djevojčica" kao Nak, svećenik i veleposlanik Bismark (2004.)
- "Scooby Doo i čudovište iz Loch Nessa" kao Mcintyre i sporedni likovi (2005.)
- "Tarzan" (2005.)
- "Stuart Mali 3: Zov divljine" kao dabar [Charlie Adler] (2005.)
- "Lassie" kao Watson, škotski policajac, Campbell, putnik, sudac Murray i dr. Jarrett (2005.)
- "Madagaskar" kao Spika (2005.)
- "Animotoza u zemlji Nondove" kao Scarburon (2005.)
- "Najveća predstava inspektora Grge" kao dr. Pandža i gradonačelnik Šonjo Šunkić (2005.)
- "Zebra trkačica" kao Clydesdale (2005.)
- "Hrabri Pero" kao golub kurije, golub, krilati golub i predsjednik zemlje (2005.)
- "Dinotopia: Potraga za starim rubinom" kao John i mornar (2005.)
- "Mala sirena" kao mornar (2006.)
- "Mala sirena" kao Hans Christian Andersen (2006.)
- "Pusti vodu da miševi odu" kao Sid i sporedne uloge (2006.)
- "Preko ograde" kao Ozren i Nugent (2006.)
- "Povratak u Gayu" kao profesor S. Mrzli (2006.)
- "Mumini" (2006.)
- "Ples malog pingvina" kao pingvin #1, muški pingvin #1, pingvin, Vinnie, starješina #2, pingvin #2, Stari, starješina #3, muški carski pingvin #2, muški carski pingvin #1, čovjek #3, čovjek #9 i čovjek #11 (2006.)
- "Arthur u zemlji Minimoya" (2006.)
- "Skatenini i Zlatne dine" kao Breko (2006.)
- "Ružno pače i ja" (2006.)
- "Čiča miča, (ne)sretna je priča 1" kao kuhar, sluga, trol i patuljak (2006.)
- "Pčelin film" kao Dekan Brujko, otac, domar Stan, šetač, dostavljač meda, bubamara, putnik, ujak Carl, strijelac, pčela u medu, radnik s bilješkom i pčela (2007.)
- "Osmjehni se i kreni! i čađa s dva Plamenika" (2007.)
- "Shrek Treći" kao svinja (2007.)
- "Charlotteina mreža" kao dr. Dorian i ovca (2007.)
- "Jura bježi od kuće" kao Batak Bruno, susjed i lovac na glave (2007.)
- "Princeza sunca" (2007.)
- "Patak Frka" kao kapetan Cadet (2008.)
- "101 dalmatinac" kao Njuško (2008.)
- "Madagaskar 2" kao Spika (2008.)
- "Zvončica" (2008.)
- "Priča o mišu zvanom Despero" kao ravnatelj, kuhar, stražar, štakor, Smudge i građanin (2008.)
- "Neobična zubić vila" kao miš u stanu, posjetitelj, glas na telefonu, čistač restorana i TV voditelj (2008.)
- "Stravičan u Ludi Svijet" kao Barun Rozzo (2008.)
- "Sezona lova 2" kao šef dabar, lovac, stanar, naručitelj pjenušca, vozač, Biski, vlasnik koji masira psa, tjelohranitelj na ležaljki, strijelac i bolničar (2008.)
- "Čimpanze u svemiru" kao direktor cirkusa, vanzemaljac, oblak Ida, zaštitar i reporter (2008.)
- "Kung Fu Panda 1" kao gator, svinjski kupac, JR Shaw, svinjski obožavatelj i stražar nosoroga #1 (2008.)
- "Don Quijote: Magareća posla" kao paradni konj, Globus, sluga i Mare (2008.)
- "Legenda o Tarzanu" (2009.)
- "Princeza i žabac" kao Henry i Harvey Fenner (2009.)
- "Oblačno s ćuftama" kao Zoran i sporedne uloge (2009.)
- "Koralina i tajna ogledala" (2009.)
- "Čudovišta protiv izvanzemaljaca" kao novinarski izvjestitelj, zapovjednik, vojnik #6, Jimmy, savjetnik Orgeta, redatelj i poručnik (2009.)
- "Arthur i Maltazardova osveta" (2009.)
- "Planet 51" kao policajac, Lemov otac, g. Hucklo i najavljivač (2009.)
- "Astro Boy" kao G. Brkonja, presretač žaoka #1, g. Squirt, Stinger Dva, grebena glava, robot u smetlištu, francuski konobarski robot, bokserski robot, Zog, znanstvenik i Corin otac (2009.)
- "Velika avantura malog dinosaura" kao kit i viteški oklop (2009.)
- "Kako izdresirati zmaja" kao viking (2010.)
- "101 dalmatinac" kao sporedni likovi (2010.)
- "Fantazija 2000" kao James Levine (2010.)
- "Priča o igračkama 2" kao Čistač (2010.)
- "Winx Club 3D: Čarobna avantura" kao kralj Erendor, stražar #1, prosac i stražar (2010.)
- "Zvončica i veličanstveno vilinsko spašavanje" kao dr. Grifit (2010.)
- "Sammy na putu oko svijeta" kao Muzgi i putnik (2010.)
- "Kako je Gru ukrao mjesec" kao egipatski čuvar, klijent banke i domar (2010.)
- "Arthur 3: Rat dvaju svjetova" (2010.)
- "MaksimUm" kao gospodar Scott, zatvorenik i zatvorski čuvar (2010.)
- "Alpha i Omega" kao Robi, Paddy i čuvar parka (2010.)
- "Auti 2" kao Sid (2011.)
- "Mačak u čizmama" kao barmen, vojnik (2011.)
- "Rango" (2011.)
- "Štrumpfovi" kao Henry (2011.)
- "Arthur Božić" kao Ernie Kliker, vlada UNFITE i general Oliver Adam (2011.)
- "Čudovišna priča u Parizu" kao novinar, muž, vodič muzeja i vozač autobusa (2011.)
- "Kung Fu Panda 2" kao odrasla svinja #1 i vuk (2011.)
- "Lorax: Zaštitnik šume" kao Alojzijev savjetnik #1, Štancerov ujak Ub, gradski radnik (2012.)
- "Pupijeva potraga" (2012.)
- "Madagaskar 3: Nartraženiji u Europi" kao Pišta (2012.)
- "Zvončica i tajna krila" (2012.)
- "Hotel Transilvanija" kao lažni Drakula, gremlin, smanjena glava #6, vrag, kosturski suprug, hidra glava #1, #2 i #3, dlakavo čudovište, seljak, kosturski telefon i pilot (2012.)
- "Sammy 2: Morska avantura" Ogi i galeb (2012.)
- "Krš i lom" kao gdin. Litwak (2012.)
- "Čuvari šume: Tajanstveni svijet" kao taksi vozač Leo, trkač letač #2, Bufin tip komarac, voćna muha (odrasli glas) (2013.)
- "Juraj i hrabri vitezovi" kao Nicasio, pravosuđe #3, Sebastian i Faca (2013.)
- "Turbo" kao puž Bijela sjena i Indy CEO (2013.)
- "Avioni" kao Bulldog (2013.)
- "Snježno kraljevstvo" kao Kai (2013.)
- "Štrumpfovi 2" kao Klop Štrumpf (2013.)
- "Khumba" kao Niko i divlji pas #2 (2013.)
- "Oblačno s ćuftama 2" kao najavljivač, zaposlenik #4, čovjek i čuvar (2013.)
- "Rio 2" kao Spoonbill, ulični prodavač i šumarski predradnik (2014.)
- "Povratak u Oz" kao Limenko i sudac Zubokvarić (2014.)
- "Kuća velikog mađioničara" kao Relja (2014.)
- "Avanture gospodina Peabodyja i Shermana" kao francuski seljak, stražar, Albert Einstein, njujorški policajac i Spartak (2014.)
- "Priča o igračkama: Noć vještica" kao Veker (2014.)
- "Pingvini s Madagaskara" kao Spika (2014.)
- "Asterix: Grad Bogova" kao Kozoderix i senator Pestiferus (2014.)
- "Medvjedić Paddington, 2" kao Henry Brown (2014., 2017.)
- "Mali zmaj Kokos" kao veliki Mo i vatrozmajska mušterija (2014.)
- "Ups! Noa je otišao" kao Ogar (2015.)
- "Violetta" kao Lisandro Ramažo (2015. – 2017.)
- "Sofija Prva" kao Baileywick (2. – 4. sezona) (2016. – 2020.)
- "Saba: Mali ratnik velikog srca" kao Kreker, hijena, Shamanov stražar, Rickie vojnici, Rickie špijun, torpedo, majmun i majmunski špijun (2015.)
- "Spužva Bob Skockani: Spužva Bob na suhom" kao kostur papiga, Dr. Gill Gilliam, Henry, Stino Ivica, riba, velika riba i trotinet (2015.)
- "Medo sa sjevera" kao Sokrat (2016.)
- "Top Cat: Mačak za 5" kao šef Thumbton (2016.)
- "Robinson Crusoe: Otkrijte pravu priču iza legende" kao Tobi i pomorac (2016.)
- "Čarobna kupka Doktora Proktora" (2016.)
- "Majstor Mato" kao gospodin Lutkić, gospodin Ću (2017.)
- "Kako je Gru postao dobar" kao Druov sluga Fritz i najavljivač (2017.)
- "Auti 3" kao Doc Hudson (2017.)
- "Ekipa iz džungle" kao Miki (2017.)
- "Mali Bigfoot" kao medvjed Wilbur i g. Blakestone (2017.)
- "Teletubbiesi" (6. – 7. sezona)" kao Megafon #2, i razni likovi u igranim segmentima (2017. – 2018.)
- "Patuljci uzvraćaju udarac" kao patuljak Zamfeer (2018.)
- "Inspektor Gadget" kao šef Quimby [S1], dr. Pandža [S1] i mama Pandža [S1EP19, 32] (2018. – 2019.)
- "Soy Luna" (2018.)
- "Asterix: Tajna čarobnog napitka" kao Kozoderix (2018.)
- "Ringe Ringe Raja" kao Jura, patka, žaba i pauk (2018.)
- "Ukradena princeza" kao Rogday i glava (2018.)
- "Izbavitelji 2" kao Reflux i Tomo (2018.)
- "Dugi iz kamenog doba" kao poglavica Bobnar (2018.)
- "Pazi se čarobnjaka" kao kraljevski stražar, žuti čarobnjak, stražar, vojnik, hobotnica, Grump i generični balon (2018.)
- "Tajni život mačaka" kao stari barski mačak i guska (2018.)
- "Stopalići" kao Dodo i Percyjev tata na telefonskom pozivu (2018.)
- "Eliot spašava Božić" kao Karlo (2018.)
- "Priča o igračkama 4" kao gdin. Bodljoslav (2019.)
- "Frka" kao butler James (2019.)
- "Snježna kraljica 4: Zemlja zrcala" kao admiral (2019.)
- "Klaus" kao Klaus (2020.)
- "Dolittle" kao lord Thomas Badgley (2020.)
- "Sonic: Super jež" kao ludi Carl (2020.)
- "Obitelj Casagrandes" kao Hector Casagrande i Dvostruki Lincoln Glasnić (2020.)
- "Ratovi zvijezda: Ratovi klonova" kao grof Dooku, Yoda i Domar (2020.)
- "Phinaes i Ferb" kao Nick Fury, C-3PO, Obi-Wan Kenobi i ostali likovi  (4. sezona) (2020.)
- "Lego Marvel Superheroji: Krajnje preopterećenje" kao J. J. Jameson i Thor (2020.)
- "Lego Marvel Superheroji: Osvetnici ponovno na okupu" kao Thor (2020.)
- "Lego Marvel Superheroji: Čuvari galaksije: Thanosova prijetnja" kao Taserface i Thanos (2020.)
- "Lego Marvel Superheroji: Black Panther: Nevolje u Wakandi" kao Thanos i Thor (2020.)
- "Ben 10" kao Lomitelj i ostali likovi (4. sezona) (2020.)
- "Mini heroji" kao Neil Anami (2020.)
- "Vik i čarobni mač" kao Morr (2020.)
- "Scooby-Doo!, A tko je još tu?" kao John Lupointe, Veliki Gdin. Daniel Crofford, Veliki Bob McAllister, Gdin. Haggerty, Gdin. Schmidt, Gdin. Monday, vlasnik hotela [S2EP9], učitelj skijanja [S2EP9], duh Charlesa M. Thrabera, sudac u bejzbolu [S2EP12], J. Jasper Jasperson, Bob, Zalia Z. Fairchild, vlasnik studija [S2EP13] i turistički vodič (2020.)
- "Dan za Da" kao službenik (2021.)
- "Skejterica" kao indijac (2021.)
- "On je sve to" kao g. Cahill (2021.)
- "Space Jam: Nova legenda" kao Svinjko Šunkić (2021.)
- "Pokemoni Film – Tajne džungle" kao starješina Zarude (2021.)
- "Veliki crveni pas Clifford" kao g. Bridwell (2021.)
- "Ne gledaj gore" kao zavodnik Tenant, senator Jeff Lerner i Anderson (2021.)

## Vanjske poveznice
- Ranko Tihomirović u internetskoj bazi filmova IMDb-u (engl.)
- Stranica na Komedija.hr  Arhivirana inačica izvorne stranice od 10. listopada 2011. (Wayback Machine)